# مظاهرة 30 ديسمبر 2009 المؤيدة للحكومة في إيران
في 30 ديسمبر 2009 خرجت مظاهرات موالية للحكومة في شيراز وأراك وقم وأصفهان وطهران ومدن أخرى في إيران ردًا على المظاهرات المناهضة للحكومة المرتبطة بالانتخابات الرئاسية 2009.التي عليها الكثير من الخلاف. المظاهرات التي أقامها مؤيدو المرشّح مير حسين موسوي وهجموا علی بعض مجالس إقامة الحداد في طهران والتي عبّر عنها نفس مير حسين موسوی بأنّها «تطرف مرفوض». صرحت أسوشيتد برس أن الحكومة أعطت جميع موظفي الخدمة المدنية عطلة في هذا اليوم لحضور التجمعات.” وكانت أعداد المشاركين تقدر بعشرات أو مئات الآلاف.وتضمنت الشعارات «الزعيم صاحب الإرادة الحرة، نحن مستعدون، نعم مستعدون» و “الموت لموسوي،” وكان من المتحدثين آية الله أحمد علم الهدى، ودعا المتحدثون زعماء المعارضة إلى التوبة عن معارضتهم للحكومة أو سيتم اعتبارهم «كأعداء الرب» ويواجهون عقوبة الإعدام.
اختلف المراقبون على حجم أو تمثيل المظاهرات. وهناك مصدر واحد أطلق عليه الحشد الرئيسي في العاصمة "ربما يكون أكبر حشد بشوارع طهران منذ جنازة آية الله روح الله الخميني في عام 1989.”  لكن عارض هذا مصدر آخر جاء فيه أن صور الأقمار الصناعية للمظاهرة أظهرت أن "تلك المظاهرات أقل بكثير في الحشد من مظاهرات المعارضة الأخيرة، التي بلغ عددها الملايين" وبدلاً من أن يتجمعوا في ميدان أزادي في طهران، حيث كان النظام "ينظم عادة تجمعات حاشدة لترهيب المعارضة والعالم"، فقد تم حشد المظاهرة في "ميدان أصغر بكثير" في وسط المدينة.